# NGC 20
في فهرس المجرات الرئيسية PGC 679 (المعروفة أيضا باسم إن جي سي 6 أو NGC 6 أو إن جي سي 20 أو NGC 20) هي مجرة محدبة خافتة من القدر ( 13.1) تقع في اتجاه كوكبة المرأة المسلسلة على بعد يقدر بحوالي 230 إلى 235 مليون سنة ضوئية استنادا إلى سرعتها الإنسحارية البالغة 4970 كم/ثانية ويبلغ قطرها من 135 إلى 125 ألف سنة ضوئية تقريبا.

## الاكتشاف والتسمية
اكتشفت PGC 679 في 18 سبتمبر 1857 من قبل عالم الفلك ريجنالد ميتشيل ورصدت أيضا في (16 أكتوبر 1866) من قبل هيرمان شولتز (وأدرجت تحت التعين NGC 20) 
وفي (20 سبتمبر 1885) دونها لويس سويفت ( في قائمة الفهرس تحت التعين NGC 6).

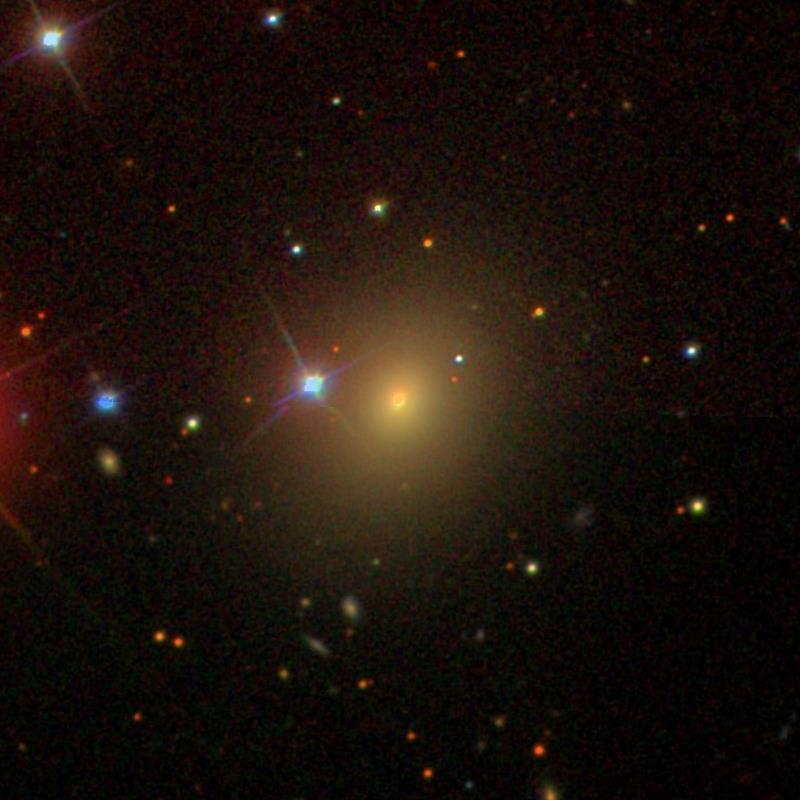
PGC 679 (مسح سلووان الرقمي للسماء)